# Han Hye-rin
Dans ce nom, le nom de famille, Han, précède le nom personnel.
Pour les articles homonymes, voir Han.
Han Hye-rin (en hangeul : 한혜린) est une actrice sud-coréenne, née le 6 novembre 1988 à Busan. Elle joue notamment le rôle principal du drama My One and Only (2011),.

## Biographie
Elle étudie à l'université féminine Dongduk (en) de Séoul.

## Filmographie

### Au cinéma
| Année | Title                    | Rôle                                |
| ----- | ------------------------ | ----------------------------------- |
| 2012  | Island of the Gods, Jeju | Jacheongbi                          |
| 2012  | Weird Business           | Kim Kwang-ja (partie « The Witch ») |
| 2014  | Mourning Grave           | Hyun-ji                             |
| 2015  | Shoot Me in the Heart    | Yoon Bo-ra                          |

### Séries télévisées
| Année | Titre                                  | Rôle           | Réseau de diffusion |
| ----- | -------------------------------------- | -------------- | ------------------- |
| 2007  | Snow in August                         |                | SBS                 |
| 2008  | Lawyers of the Great Republic of Korea | secrétaire     | MBC                 |
| 2008  | General Hospital 2                     | Jeon Soon-deok | MBC                 |
| 2011  | New Tales of Gisaeng                   | Geum Ra-ra     | SBS                 |
| 2011  | My One and Only                        | Na Mugoonghwa  | KBS1                |
| 2012  | The Sons                               | Lee Shin-young | MBC                 |
| 2013  | Empress Ki                             | Lady Park      | MBC                 |
| 2013  | Wang's Family                          | Baek Ji-hwa    | KBS2                |
| 2015  | My Unfortunate Boyfriend               | Jung Hye-mi    | MBC Dramanet        |
| 2016  | Blow Breeze                            | Jang Ha-yeon   | MBC                 |
| 2017  | Love Returns                           | Jung In-woo    | KBS1                |

### Émission de variétés
| Année | Titre                                    | Réseau | Notes         |
| ----- | ---------------------------------------- | ------ | ------------- |
| 2011  | Capture the Moment, How Is That Possible | SBS    | présentatrice |

## Nomination
| Année | Prix             | Catégorie                     | Œuvre nommée    | Résultat   |
| ----- | ---------------- | ----------------------------- | --------------- | ---------- |
| 2011  | KBS Drama Awards | Meilleure révélation féminine | My One and Only | Nomination |